# Zikanapis brethesi
Zikanapis brethesi là một loài Hymenoptera trong họ Colletidae. Loài này được Compagnucci mô tả khoa học năm 2006.